# Adultismus
Adultismus (von lat. adultus erwachsen) bezeichnet Vorurteile gegenüber einer Person oder einer Personengruppe aus Gründen des geringeren Alters, aber auch Strukturen, die eine Diskriminierung jüngerer Menschen produzieren und aufrechterhalten. Adultismus ist eine Form von Ageismus. Der US-amerikanische Psychologe Jack Flasher definierte 1978 Adultismus als „the oppression experienced by children and young people at the hands of adults and adult-produced/adult-tailored systems“ (deutsch: „Unterdrückung, die Kinder und junge Leute durch Erwachsene erfahren, sowie von Erwachsenen geschaffene bzw. auf sie zugeschnittene Systeme“).
In einem engeren Wortsinn bezieht sich der Begriff Adultismus auf die Altersdiskriminierung von Kindern, d. h. von Menschen nach der Geburt bis dreizehn Jahren. Bei diesem Sprachgebrauch wird die Diskriminierung von Jugendlichen – nach deutschem Recht sind es Menschen im Alter von vierzehn bis siebzehn Jahren – als Epiphanismus bezeichnet. In einem weiteren Wortsinn beschreibt der Begriff die Machtungleichheit zwischen jungen Menschen und Erwachsenen. Erwachsene sind nach Ansicht von Adultisten normgebende „Standardmenschen“. Legitimiert wird diese Sichtweise durch die Behauptung, Kinder (und teilweise auch noch Jugendliche) seien noch (in jeder Hinsicht) „unreif“.
Einige bewerten nicht nur die Behinderung der Entwicklung von Kompetenzen bei Kindern, Jugendlichen und sogar noch bei jungen Erwachsenen als adultistisch, sondern auch eine unangebracht tolerante Einstellung gegenüber angeblich harmlosen, sich angeblich „von selbst auswachsenden“ schädlichen Neigungen junger Menschen. Sie bedauern beispielsweise, dass in Deutschland Dreizehnjährige und Jüngere trotz hinreichender Einsichtsfähigkeit wegen mangelnder Strafmündigkeit nicht strafrechtlich zur Verantwortung gezogen werden können, weil ihnen von Rechts wegen ohne Einzelfallprüfung Schuldunfähigkeit unterstellt wird.

## Beschreibung durch Psychologen, Soziologen und Pädagogen
Adultismus ist eine Form der Benachteiligung, die entsteht, wenn Kinder und Jugendliche von Erwachsenen als zur Selbst- und Mitbestimmung noch nicht fähige Wesen wahrgenommen werden, die sich den Vorgaben der angeblich reiferen Erwachsenen beugen müssen – nicht weil sie tatsächlich ihnen drohende konkrete Gefahren nicht meistern könnten oder weil sie tatsächlich in konkreten Situationen weniger kompetent als die sie beurteilenden Erwachsenen wären, sondern weil Erwachsensein prinzipiell als Voraussetzung für „Reife“ bewertet wird und „maßgebliche“ Urteile nur „Reifen“ zugestanden werden. Adultistische Strukturen, Einstellungen und Verhaltensweisen gibt es vor allem in Familien und in pädagogischen Einrichtungen, in denen regelmäßig Kinder und Jugendliche auf Erwachsene treffen. Dies geschieht insbesondere in Kindertagesstätten und Schulen.
Im Fall von Adultismus werden Kindern aufgrund ihres Alters bestimmte Eigenschaften zugeschrieben. Sie seien z. B. angeblich „egoistisch, vielleicht trotzig, aber auch niedlich, rücksichtslos, unreif oder nicht vertrauenswürdig“. Erwachsene hingegen seien „schlau, erfahren, weitsichtig, verantwortungsvoll und vertrauenswürdig“.
Adultismus wird durch eine klare Machtverteilung, durch Gesetze, Traditionen (soziale Konstrukte) und soziale Institutionen gestützt; er gilt als die in der Biografie eines Menschen früheste erlebte Form der Diskriminierung. Antonyme zu Adultismus stellen die gleiche Würde zwischen Menschen unterschiedlichen Alters und die demokratische Mitbestimmung Jüngerer in sozialen Kleinstgruppen wie Familien dar.

## Beispiele für Adultismus
Neben Sätzen, die von Erwachsenen bevormundend geäußert werden, wie zum Beispiel „Dafür bist du noch zu jung, das darfst du nicht.“ finden sich viele weitere Beispiele, die in folgenden Bildern dargestellt sind:

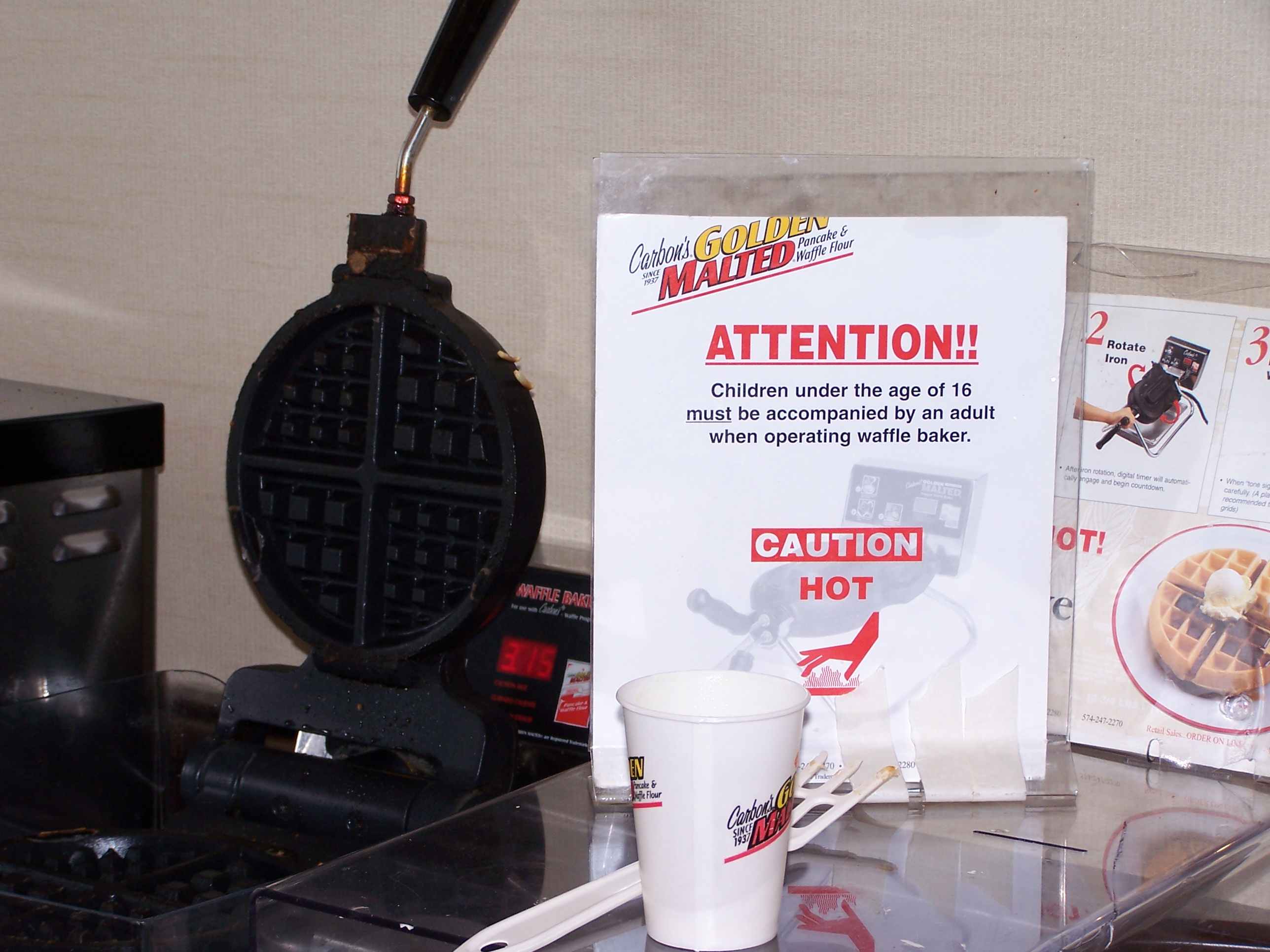
Selbst fast Sechzehnjährigen wird der sachgemäße Gebrauch des Waffeleisens nicht zugetraut.
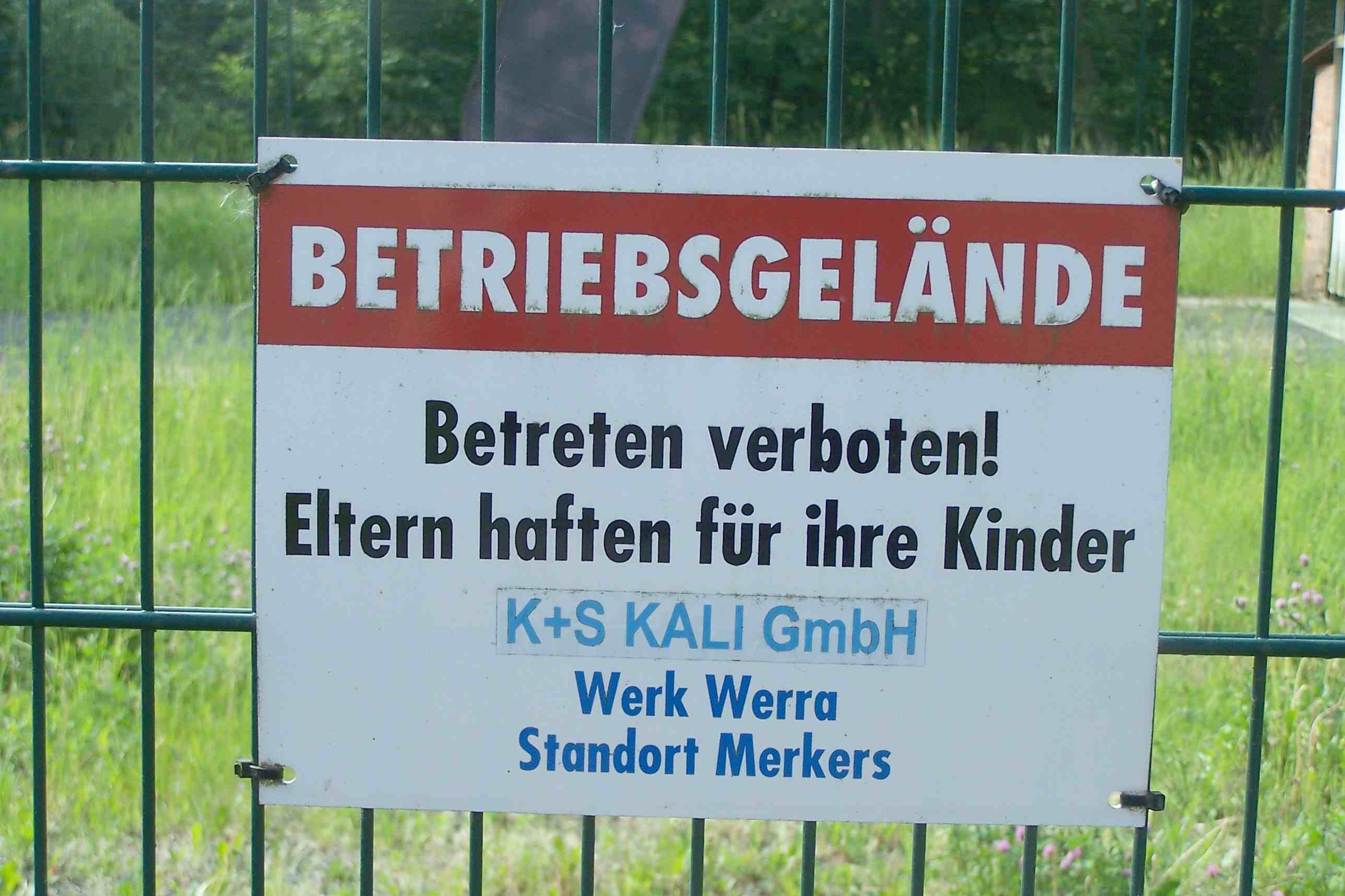
Derartige Baustellenschilder sind Ausdruck einer adultischen Haltung.
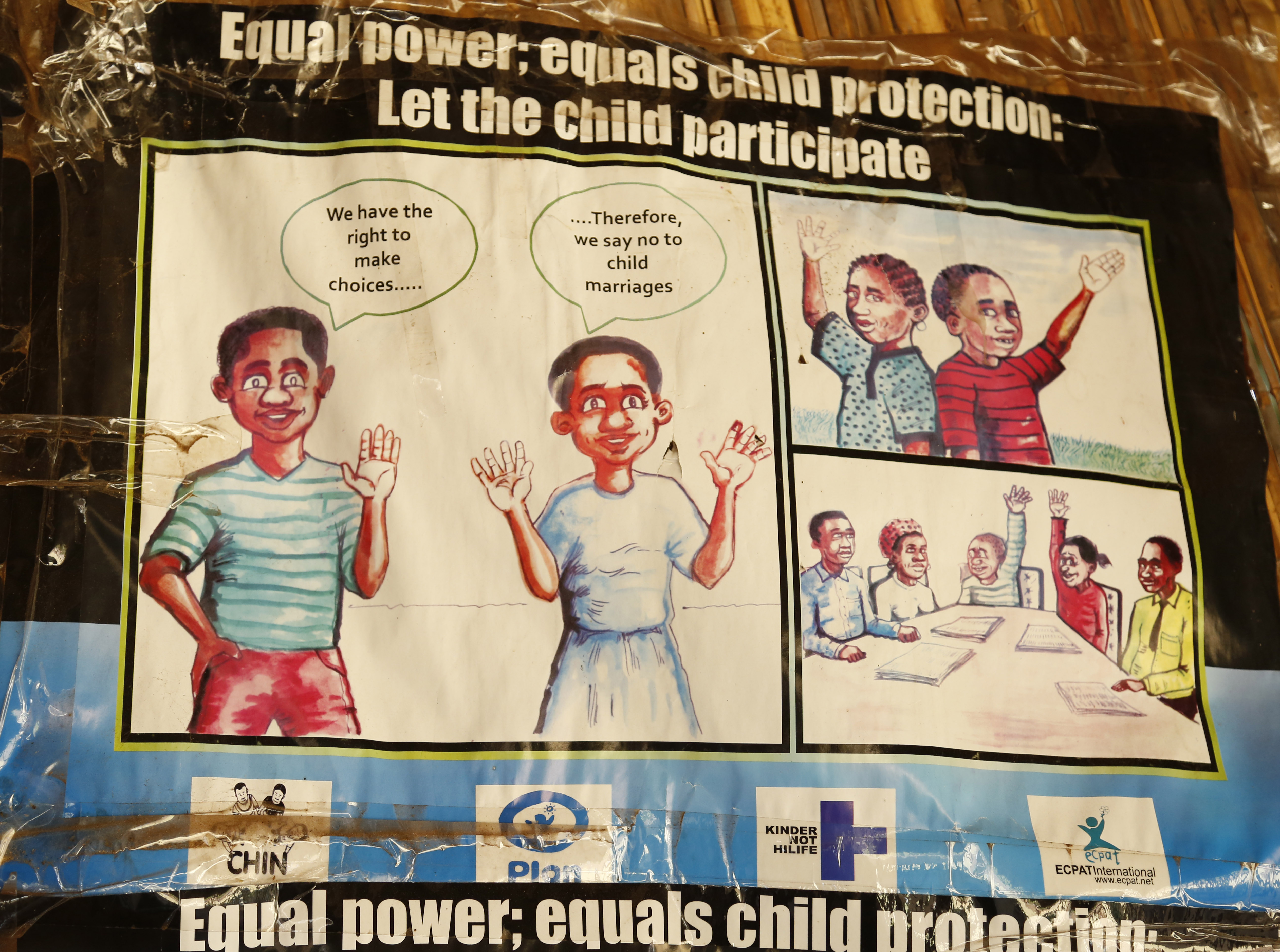
Von Erwachsenen organisierte Zwangsehen im Kindesalter sind eine extreme Form des Adultismus.
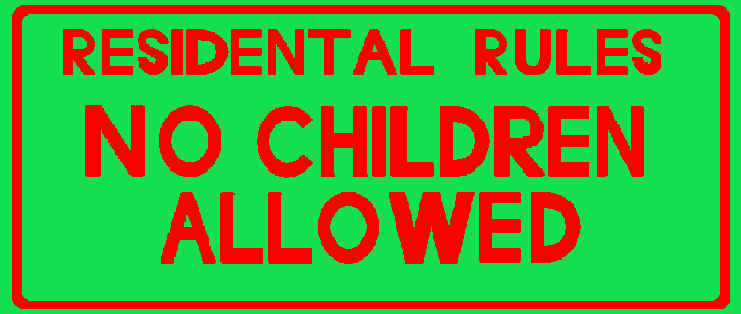
Das grundsätzliche Verbot der Anwesenheit und damit die Möglichkeit zum Besuchsverbot für alle Kinder kann als eine Form des Adultismus interpretiert werden.

### Adultismus-Vorwurf während der COVID-19-Pandemie
In vielen Staaten wurden während der COVID-19-Pandemie ab 2020 in beschleunigten Verfahren zügig in Kraft gesetzte Vorschriften zur Bekämpfung der Pandemie erlassen, ohne dass Minderjährige und ihre gesetzlichen Vertreter die Gelegenheit bekommen hätten, vor Beschluss der Maßnahmen gehört zu werden.
In Deutschland wurden bei der Schließung von Schulen und der Festsetzung der Form des Unterrichts (Präsenzunterricht, Distanzunterricht oder Hybridunterricht?) die von den Schulgesetzen der Länder vorgesehenen Formen der Mitbestimmung von Schülern und deren Eltern weitestgehend nicht berücksichtigt. Im Januar 2022 zitierte die Gewerkschaft Erziehung und Wissenschaft (GEW) die Klage eines Schulleiters darüber, dass generell Strukturen der Mitbestimmung von Schülern und Eltern in der Schule durch das Gebot der räumlichen Distanzierung und die Praxis, während der Pandemie Distanz- und Hybridunterricht zu erteilen, weitgehend außer Kraft gesetzt worden seien.
Am gravierendsten ist der Vorwurf, dass sich Politiker und Autoren rechtlicher Regelungen vor deren Inkraftsetzung nicht genügend Gedanken über grundlegende Bedürfnisse und Interessen junger Menschen gemacht hätten, z. B.
- über ihr Interesse, in der vorgegebenen Zeit genau so viel zu lernen und dieselben Zukunftschancen zu haben wie Vorgängerjahrgänge vor der Pandemie[14][15][16][17],

- und über ihr Bedürfnis, ihren natürlichen Bewegungsdrang bei Sport und Spiel ausleben zu können.[18][19]

## Adultismus in der Sprache
Wörter im Wortfeld „Kind“ sind oft mit negativen Konnotationen verbunden (Beispiel: Ein Erwachsener hat angeblich eine „kindliche“ Stimme). Wörter wie „kindisch“ sind durchweg pejorativ gemeint und dienen zur Abwertung des so bezeichneten Verhaltens.
Auch innerhalb von Kindergruppen findet sich Adultismus in der Form, dass der eigentlich wertneutrale Begriff „Baby“ im Deutschen als Beleidigung angesehen wird, da er ein besonders junges Kind beschreibt, das sich in der sozialen Rangfolge an der untersten Stufe befindet. 
Des Weiteren kommen in der Ausdrucksweise Erwachsener häufig Stereotype vor, in denen Kinder als „Zappelphilippe“, „ungezogen“ und chaotisch („eine Horde Kinder“) erscheinen.

## Verinnerlichter Adultismus
Adultismus hinterlässt bei Menschen, die ihm ausgesetzt sind, bleibende Spuren. Das betrifft zunächst diejenigen, die noch minderjährig sind. Sie verinnerlichen den Adultismus, der ihnen begegnet. Davon Betroffene haben das Gefühl, nicht zu genügen, und sehen sich anderen Leuten untergeordnet, auch noch als längst Erwachsene. Denn bei Kindern, die von Erwachsenen häufig als „minderwertig“ betrachtet werden, geht das Fremdbild in ihr Selbstbild ein. Das kann schwerwiegende Folgen haben. Durch Verhaltensweisen wie körperliche Gewalt, Bestrafung und laute Beschimpfung bis hin zu subtileren Formen wie ungefragtes Belehren, Beschämen, Unterbrechen, Belächeln, Liebesentzug, Schuldzuweisungen und Gespräche oder Blicke der Erwachsenen untereinander in Bezug auf Kinder sowie durch Loben und Belohnen, wenn damit von Erwachsenen gewünschtes Verhalten verstärkt werden soll, lernen Kinder, „dass es ‚normal‘ ist, dass es ein ‚Oben‘ und ein ‚Unten‘ gibt, und dass es erstrebenswert ist, ‚oben‘ zu sein“. Das Informations- und Dokumentationszentrum für Antirassismusarbeit e. V. (IDA), dem 30 Jugendverbände als korporative Mitglieder angehören, ist der Ansicht, dass dieses Schema der Ungleichwertigkeit dazu führen könne, dass auch andere Formen der Diskriminierung nicht als Problem wahrgenommen werden.
Sogar innerhalb von Gruppen junger Leute gibt es oft eine strikte Ordnung, bei der die Schüler höherer Jahrgänge die Schüler unterer Jahrgänge gängeln und sie z. B. als Baby bezeichnen. Die jüngeren Schüler ahmen später das Verhalten ihrer älteren Mitschüler nach. Die Hierarchisierung ist durch die Einteilung von Schülern in heute aufsteigend nummerierte Jahrgangsstufen vorgegeben. Früher verstärkten Bezeichnungen wie „Primaner“ für Schüler der Jahrgangsstufen zwölf und dreizehn eines Gymnasiums deren Selbstwertgefühl.

## Hintergründe
Die generationale Ordnung spielt bei Adultismus eine große Rolle. Zunächst sind Neugeborene und kleine Kinder darauf angewiesen, dass es Erwachsene gibt, die ihr Überleben sicherstellen. Mit dieser Aufgabe ist zwangsläufig Macht verbunden. ManuEla Ritz, Dozentin an der Bundesakademie für Kulturelle Bildung in Wolfenbüttel, weist darauf hin, dass es neben der notwendigen fürsorglichen Form der Machtausübung über Kinder auch eine „schwarze Seite der Macht“ gebe, und zwar in Form von Adultismus. Ritz mahnt: „Wir müssen uns im Alltag […] immer wieder fragen, ob die Macht, die wir gerade ausüben, wirklich dem Schutz dient. Oder geht es womöglich nur um Macht an sich?“ Die dunkle Seite der Macht zeige sich, wenn Erwachsene eine Rangordnung im Kopf haben und allein wegen ihres Alters davon ausgehen, dass sie intelligenter, kompetenter, besser seien als Kinder und Jugendliche. „Mit so einer Einstellung ist es leicht, sich über deren Meinungen und Ansichten hinwegzusetzen bzw. diese gar nicht erst zu erfragen.“
Von der modernen Kindheitssoziologie (englischer Fachbegriff generationing) werden Begriffe wie „Kind“ und „Erwachsener“ als „Konstrukte“ eingestuft. Der Konstruktcharakter solcher Begriffe ist daran erkennbar, dass Schwellen in einem Land verschoben werden können (z. B. wurden junge Menschen in der Bundesrepublik Deutschland bis 1974 erst mit 21 Jahren volljährig). Als wichtigsten von der Kindheitssoziologie ausgehenden neuen Impuls bewerten Laura B. Kayser und Tanja Betz das Verständnis von Kindern als „soziale[n] Akteure[n] […], die aktiv an der Herstellung gesellschaftlicher Verhältnisse beteiligt sind“.
Eine ebenso wichtige Rolle für das Verständnis der Langzeitwirkung von Adultismus spielt das Bild von der Familie als „Keimzelle jeder menschlichen Gemeinschaft“. In der Familie lernen Kinder das Phänomen der Autorität kennen. Autorität besteht darin, dass in einer Autoritätsbeziehung der Überlegene vom Unterlegenen „im Handlungsbereich Gehorsam und in Wissensangelegenheiten Glauben erwarten kann, ohne Zwangs- oder Gewaltmittel einsetzen zu müssen.“
Im Patriarchat gilt der Vater als die oberste Autorität in der Familie, der sich auch die Mutter unterordnen müsse. In der Zeit der Aufklärung wurden durchweg die Begriffe „väterliche Autorität“ bzw. „väterliche Gewalt“ benutzt. John Locke machte 1690 darauf aufmerksam, dass politische und väterliche Gewalt „grundverschieden“ seien und daher völlig „unabhängig voneinander“ bestünden sowie auf verschiedene Zwecke ausgerichtet seien. Der naturbedingten Unmündigkeit der Kinder, die „ohne Wissen und Verstand“ geboren würden, müsse auf erzieherische Weise entsprochen werden, bis die „Fesseln“ der erzieherischen Macht verschwänden „und der Mensch der eigenen freien Leitung überlassen wird“, um „sich selbst und anderen nützlich zu sein“. Zu beachten sei von Erwachsenen stets, dass Kinder „vernunftbegabte Wesen“ seien.
Obwohl in der Bundesrepublik Deutschland die Bestimmung des Art. 3 Abs. 2 GG („Männer und Frauen sind gleichberechtigt.“) seit 1949 Verfassungsrang hat, beendete das Bundesverfassungsgericht erst am 29. Juli 1959 die Praxis des „väterlichen Stichentscheids“, indem es diesen als verfassungswidrig bewertete. Auf der Grundlage des bis dahin geltenden § 1626 BGB hatte stets der Vater eines minderjährigen Kindes das Recht, die Entscheidung darüber zu treffen, was geschehen solle, wenn sich die Eltern nicht einigen konnten. Frauen haben sich inzwischen weitgehend emanzipiert, das Patriarchat ist in der Familie aufgebrochen. Doch die Kinder sind weiterhin abhängig, jetzt aber mehr als früher von den Müttern.

## „Anti-Adultismus“
Das Bestreben, Adultismus im Umgang mit Kindern und Jugendlichen zu vermeiden sowie adultistische Strukturen zu demokratisieren, wird gelegentlich Anti-Adultismus genannt.
Einen rechtlichen Rahmen für solche Bemühungen bildet die UN-Kinderrechtskonvention. In Artikel 12 Absatz 1 bestimmt sie: „Die Vertragsstaaten sichern dem Kind, das fähig ist, sich eine eigene Meinung zu bilden, das Recht zu, diese Meinung in allen das Kind berührenden Angelegenheiten frei zu äußern, und berücksichtigen die Meinung des Kindes angemessen und entsprechend seinem Alter und seiner Reife.“
Das Informations- und Dokumentationszentrum für Antirassismusarbeit e. V. (IDA) empfiehlt Eltern und Pädagogen, „mit der eigenen Macht verantwortungsvoll umzugehen“. Im Fall des Adultismus gehe es (anders als bei anderen Formen der Diskriminierung) nicht darum, ein bestehendes Machtverhältnis, das die Diskriminierung möglich mache, vollständig zu beseitigen. Erwachsene müssten sich ständig die folgenden Fragen stellen:
- Welche Regeln gelten für Kinder, die für Erwachsene nicht gelten? Und warum?
- Dient mein Verhalten wirklich dem Schutz des Kindes, oder ist es so vor allem einfacher und bequemer?
- Stehen Sanktionen wirklich im Zusammenhang mit einem Problem, oder sollen sie vor allem eine Strafe für unerwünschtes Verhalten sein?
- Welche Möglichkeiten gibt es für Kinder und Jugendliche, die Regeln zu Hause, in der Kita, in der Schule oder im Jugendzentrum mitzubestimmen?[39]

### Umgang Erwachsener mit Kindern und Jugendlichen im direkten Kontakt
Am 13. Dezember 2011 vertrat eine Dozentin auf einer Ringvorlesung zum Thema: „Nichts für Kinder? Adultismus als Teil einer funktionierenden Gesellschaft?!“ in Stendal die These: „Die folgegerichtige Antwort auf Adultismus ist anti-autoritäre Erziehung.“
Eine feministisch orientierte Mutter widerspricht: „Es geht bei Anti-Adultismus nicht um ein regelloses Zusammenleben zwischen Kindern und Erwachsenen oder um antiautoritäre Erziehung. Es geht vielmehr darum, Normen in diesem Zusammenleben zu hinterfragen und um den Versuch, Regeln für Kinder nachvollziehbar zu gestalten und sie ihnen auf Augenhöhe zu kommunizieren.“

#### Familie
Psychologen schlagen vor, innerhalb von Familien das Gordon-Modell zur Lösung von Konflikten anzuwenden. Dieses ist auch unter dem Namen „Familienkonferenz“ bekannt. Nach Möglichkeit soll über Kinder, denen Fehlverhalten vorgeworfen wird, nicht vom Vater oder der Mutter sofort nach Entdeckung dieses Verhaltens eine Strafe verhängt werden, sondern die Familienkonferenz soll zeitnah über den Sachverhalt beraten und „ein Urteil fällen“. Dem beschuldigten Kind wird während der Konferenz geduldig zugehört, und es erhält die Gelegenheit, eine Sanktion zu formulieren, die es selbst für gerecht hält. Es soll im Idealfall nach Ende der „Konferenz“ nicht das Gefühl haben, eine Niederlage erlitten zu haben. Alle Teilnehmer der Konferenz (auch minderjährige Geschwister) sind gleichberechtigt. Thomas Gordon empfiehlt, dass Familienkonferenzen, unabhängig davon, ob es dringliche Konflikte zu beraten gibt, mindestens einmal pro Woche stattfinden sollten. Nach Möglichkeit sollten alle Haushaltsmitglieder bei jeder Konferenz anwesend sein.

#### Beziehungsdreieck von Erziehungsberechtigten, Kind und Staat
Solange es in Deutschland keinen Grund gibt, dass sich der Staat auf der Grundlage von Art. 6 GG als Wächter über die Beachtung des Kindeswohls einschaltet bzw. dass er eingeschaltet wird, sind Entscheidungen von Erziehungsberechtigten Minderjähriger rechtlich bindend, auch dann, wenn sie dem Willen des Kindes oder Jugendlichen nicht entsprechen.
Der Staat kann aber nicht nur in Fällen gravierender Verletzungen des Kindeswohls aus eigener Initiative in Eltern-Kind-Beziehungen eingreifen. Er fungiert auch als eine Art „Schiedsrichter“ in Fällen, in denen sich die Mutter und der Vater eines Kindes über eine wesentliche, ihr Kind betreffende Frage nicht einigen können. Dann greift in Deutschland die Bestimmung des § 1628a BGB: „Können sich die Eltern in einer einzelnen Angelegenheit oder in einer bestimmten Art von Angelegenheiten der elterlichen Sorge, deren Regelung für das Kind von erheblicher Bedeutung ist, nicht einigen, so kann das Familiengericht auf Antrag eines Elternteils die Entscheidung einem Elternteil übertragen. Die Übertragung kann mit Beschränkungen oder mit Auflagen verbunden werden.“
Einen Spezialfall, den in Deutschland § 1631a BGB regelt, stellt die Wahl der für das Kind bzw. den Jugendlichen geeigneten weiterführenden Schule, seine Ausbildung nach Schulabschluss und die Wahl seines Berufs dar. Als anzuwendendes Verfahren schreibt § 1631a BGB vor: „In Angelegenheiten der Ausbildung und des Berufs nehmen die Eltern insbesondere auf Eignung und Neigung des Kindes Rücksicht. Bestehen Zweifel, so soll der Rat eines Lehrers oder einer anderen geeigneten Person eingeholt werden.“ Durch diesen Paragraphen wird deutlich, dass es für Eltern legitime Gründe dafür geben kann, dass sie einen bestimmten Berufswunsch ihres minderjährigen Kindes ablehnen. Berufsberater empfehlen Eltern, nicht auf Basis von z. B. Statuswünschen den Kindern bestimmte Karrieren aufzuzwingen und stattdessen ernsthafte Wünsche ihrer Kinder zu unterstützen.

#### Adultismus als Grundlage von Inhalten und Methoden des Unterrichts in Schulen
In ihrer 2014 fertiggestellten Dissertation „Entwicklung politischen Wissens in der Grundschule“ befasst sich die Autorin Anke Götzmann mit adultistischen Theorien als Grundlage der Unterrichtspraxis. Als Beispiel führt sie die früher weit verbreitete Annahme an, Politik sei kein geeignetes Thema für Grundschulkinder. Götzmann entgegnet: „Die Frage, ob Kinder und Politik zusammenpassen, wird in Wissenschaft und Forschung [2014] wieder ganz eindeutig mit Ja beantwortet“. Diese Aussage sei aber nicht im Sinne des Liedes Kinder an die Macht des Singer-Songwriters Herbert Grönemeyer zu verstehen. Grönemeyer bescheinige „Kindern eine nur sehr beschränkte und äußerst eindimensionale Wahrnehmung des Politischen“. Im Sachunterricht von Grundschulen müsse die „normativ-evaluative Auseinandersetzung mit Wirtschaft und Gesellschaft (Geschichte, Ökonomie, Politik/Gesellschaft, Recht)“ das gleiche Gewicht erhalten wie die anderen didaktischen Domänen, denen Götzmann die Themen des Sachunterrichts zuordnet.
Wissenschaftsorientierte Aussagen über das Wissen von Schülern knüpfen in der Gegenwart in der Regel am Konzept der Naiven Theorien an. Das Attribut „naiv“ wird bei diesem Konzept nicht im Sinne von „dumm, weil unerfahren“ verwendet.

### Adultistische Strukturen
Hauptmerkmale adultistischer Strukturen bestehen darin,
- dass Kindern und Jugendlichen der Zutritt zu Orten verweigert wird, wo über Maßnahmen beschlossen wird, die ihre Bedürfnisse und ihre Interessen betreffen,
- dass ihnen (anders als Erwachsenen), wenn dies doch erlaubt ist, kein Rederecht zugestanden wird,
- dass sie (anders als Erwachsene) nicht an Wahlen und Abstimmungen teilnehmen dürfen,
- dass es für sie keine Interessenvertretungsorgane gibt, in denen sie sich als Statusgruppe, ungestört durch Erwachsene und unbeeinflusst von ihnen, beraten und Anträge vorbereiten können.

Anti-adultistisch sind z. B. Vorschriften über Anhörungsrechte (und Mitbestimmungsrechte) von Schülern in der Schule sowie in politischen Entscheidungsgremien, Kinder- und Jugendparlamente in Städten und Gemeinden sowie eine Herabsetzung des Wahlalters.